# Preach (John Legend)
Preach è un singolo del cantante statunitense John Legend, pubblicato il 15 febbraio 2019.

## Video musicale
Il videoclip è stato pubblicato il 15 febbraio 2019 sul canale Vevo-YouTube del cantante.